# Igelkottaskinnet
Igelkottaskinnet är en skämtvisa som numera betraktas som en barnvisa. Den var ursprungligen avsedd att roa vuxna.

## Innehåll
Visan handlar om en man som blir smädad av sin fru genom att få ett igelkottskinn insytt i sin byxbak, med alla vassa taggar vända inåt. Hustrun hävdar att hon gör det för att hämnas att mannen är så lat, varpå mannen som straff pryglar sin fru. Visan har ett omkväde som lyder "uti ändanom, uti ändanom, allt uti byxorna i ändanom".

## Ursprung och spridning
Den äldsta uppteckningen är från Gotland på 1830-40-talen, gjord av folklivsforskaren Gunnar Olof Hyltén-Cavallius, med ett annat omkväde:
Gubben han sade till käringen sin

uti dansike

Kära mor, lappa byxorna min

bak i ansigte.
Några årtionden senare gjorde fysikern Wilhelm Carlheim-Gyllensköld en uppteckning på Östgöta nation i Uppsala, där en student vid namn Åman hade en text med andra omkväden:
Gubben han sade till gumman sin

uppå barnsölet:

Idag ska du laga skinnbyxera min

uti arselet.
Den variant av visan som sjungs i dag är från åren runt 1900. 1903 publicerade regementsmusikern och klarinettisten Albert Löfgren en Beväringsdans från Axvalla hed, vars första repris är densamma som melodin till Igelkottaskinnet. Beväringsdansen spreds snabbt och blev en slagdänga. Notutgåvan av den kom i flera upplagor, bland annat 1903, 1905 och 1906. Från samma tid finns flera inspelningar gjorda på fonograf.
Det är oklart om texten till Igelkottaskinnet anpassades till Beväringsdansens melodi eller om Albert Löfberg tog upp en traditionell melodi och utökade den med ett antal repriser och kallade den Beväringsdans från Axvalla hed. Från 1908 kom texten till Igelkottaskinnet i flera upplagor av skillingtryck, vilket vittnar om visans popularitet parallellt med Beväringsdansens, till vilken man kunde dansa modedansen Rheinländer.

## Inspelningar (urval)
Lill Lindfors spelade 1968 in Igelkottaskinnet på LP:n Kom i min värld. Inspelningen kom även ut som B-sida på singeln Teresa.
Visans nuvarande status som barnvisa bekräftas av inspelningar riktade mot barn, gjorda av bland annat Mora Träsk och Häjkån Bäjkån Band.

## Fotnoter
1. ↑  Ramsten, sid. 92
2. ↑  Ramsten, sid 92
3. ↑  Ramsten, sid 93
4. ↑  ”Svensk mediedatabas”. http://smdb.kb.se/catalog/id/001452706. Läst 5 juli 2013.
5. ↑  Ramsten, sid 93-94
6. ↑  ”Svensk mediedatabas”. http://smdb.kb.se/catalog/id/001440812. Läst 5 juli 2013.
7. ↑  ”Svensk mediedatabas”. http://smdb.kb.se/catalog/id/001456927. Läst 5 juli 2013, felaktigt angiven som Tersea.